# Tiocianat d'argent
El tiocianat d'argent és un compost inorgànic, del grup de les sals, que està constituït per anions tiocianat {\displaystyle {\ce {SCN-}}} i cations argent (1+) {\displaystyle {\ce {Ag+}}}, la qual fórmula química és {\displaystyle {\ce {AgSCN}}}. El tiocianat d'argent es presenta en forma de cristalls blancs, amb un punt de fusió de 63–64 °C. És un compost molt poc soluble en aigua (pKps = 11,99). És insoluble en etanol, acetona i dissolucions d'àcids i soluble en dissolucions d'amoníac. És sensible a la llum